# 皮德利斯涅 (杜布羅維察區)
51°27′5″N 26°25′8″E / 51.45139°N 26.41889°E
皮德利斯涅（烏克蘭語：Підлісне），是烏克蘭西北部的村莊，隸屬里夫內州的薩爾內區。該村始建於1960年，面積0.98平方公里，海拔高度154米，2001年人口504，人口密度每平方公里514.3人。